# Robert Merrick
Robert Merrick, född den 18 januari 1971 i New York, är en amerikansk seglare.
Han tog OS-silver i 470 i samband med de olympiska seglingstävlingarna 2000 i Sydney.